# Winifred Asprey
Winifred Alice „Tim“ Asprey (* 8. April 1917 in Sioux City; † 19. Oktober 2007) war eine US-amerikanische Mathematikerin und Informatikerin. Sie war eine von nur 200 Frauen, die in den 1940ern einen Doktorgrad von einer amerikanischen Universität verliehen bekamen. Sie war an der Etablierung eines Kontaktes zwischen IBM und dem Vassar College, einer US-amerikanischen Elitehochschule in Poughkeepsie, beteiligt.
Während ihres Studiums am Vassar College traf sie Grace Hopper, die sie später an die Informatik heranführte, während  Asprey am „Universal Automatic Calculator“-Projekt in Philadelphia mitwirkte.

## Leben
Asprey wurde in Sioux City, Iowa geboren. Ihre Eltern waren Gladys Brown Asprey und Peter Asprey Jr. Sie hatte zwei Brüder: Chemiker Larned B. Asprey (1919–2005) und Militärhistoriker und Autor Robert B. Asprey (1923–2009).

## Akademische Karriere
Asperey erwarb ihren Titel Master of Science (1942) und ihren Doktortitel (1945) an der University of Iowa. Später unterrichtete sie für über 38 Jahre Mathematik und Informatik am Vassar College. Sie war von 1957 bis zu ihrer Pensionierung im Jahr 1982 Lehrstuhlinhaberin der Fakultät für Mathematik.